# Марченко, Татьяна Анатольевна
Татья́на Анато́льевна Ма́рченко (1927 — 5 августа 2012) — театральный критик, доктор искусствоведения, член Союза журналистов, теоретик масс-медийных искусств Ленинграда и Санкт-Петербурга.
Татьяна Марченко окончила Театральный институт им. А. Н. Островского в Ленинграде. Участвовала в становлении системы телевидения и радиовещания Ленинграда 1970-х годов. На протяжении последних десятилетий постоянно печаталась в журналах «Нева», «Аврора», «Театр», «Театральная жизнь» и «Петербургский театральный журнал», «Балтийские сезоны».
Десятки публикаций в научных сборниках ведущих научных учреждений России.
Профессор кафедры русского театра Театроведческого факультета Санкт-Петербургской государственной академии театрального искусства (СПбГАТИ, ныне — РГИСИ).
Умерла 5 августа 2012 года.